# 翠竹
翠竹（学名：Sasa pygmaea）为禾本科赤竹属下的一个种。

## 扩展阅读
- 維基物種上的相關：翠竹